# Радянська гвардія

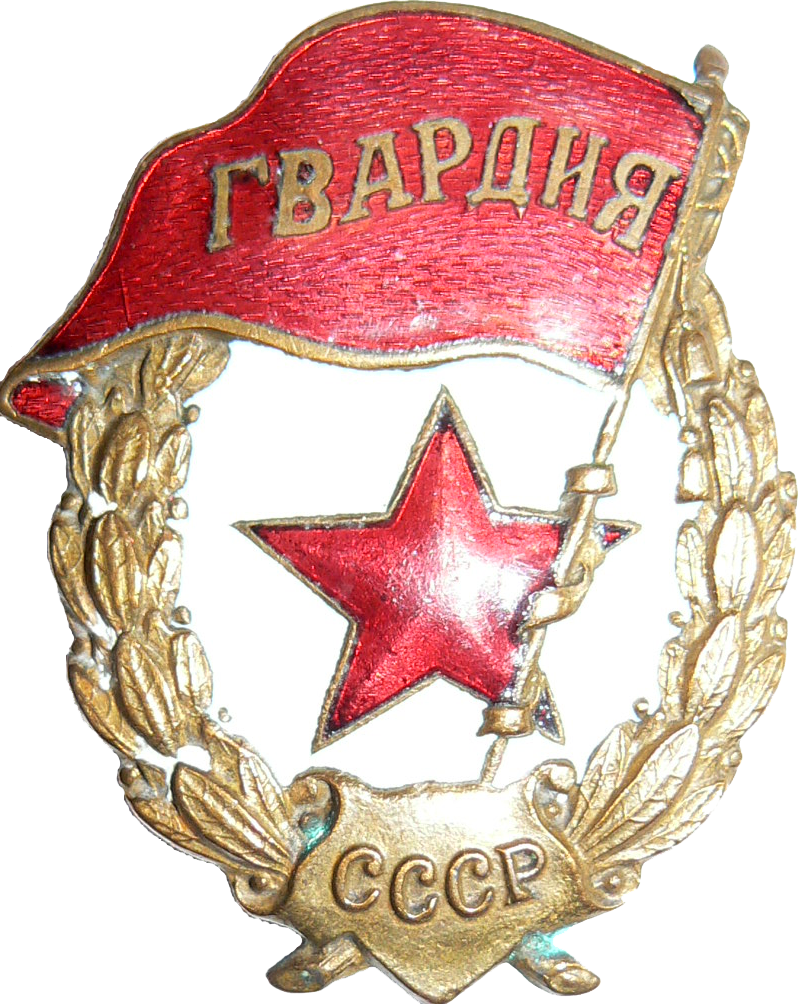
Нагрудний Знак Гвардія зразка 1942 року, імовірно заводу ШМЗ/НКПС.

Радянська гвардія (рос. Советская гвардия) — військові частини, кораблі, з'єднання і об'єднання Збройних сил СРСР, що отримали почесні звання і перетворені у гвардійські за масовий героїзм, мужність і високу військову майстерність, виявлену у боях під час Німецько-радянської війни, а також частини реактивної артилерії і наново сформовані з'єднання (об'єднання), до складу яких увійшли частини (з'єднання), що раніше отримали звання гвардійських.
Гвардійським частинам, з'єднанням і кораблям вручались гвардійські бойові знамена. Для військовослужбовців гвардійських частин і з'єднань 21 травня 1942 року було засновано Нагрудний знак «Гвардія», а для гвардійців РСЧФ — прямокутна пластина з муаровою стрічкою жовтогарячого кольору з чорними поздовжніми смугами. Одночасно були введені гвардійські військові звання.
У РСЧА та РСЧФ на підставі наказів Ставки Верховного Головнокомандування про Посадовий оклад особового складу, усьому начальницькому (вищому, старшому, середньому і молодшому) складу гвардійських формувань був встановлений полуторний, а бійцям подвійний оклад утримання.

## Історія
18 вересня 1941 року за рішенням Ставки ВГК наказом Наркома оборони Союзу РСР від 18 вересня 1941 року № 308, чотирьом стрілецьким дивізіям СРСР — 100-й, 127-й, 153-й і 161-й — «за бойові подвиги, за організованість, дисципліну і зразковий порядок» були присвоєні почесні найменування «гвардійські», і вони були перейменовані і переформовані у 1-шу, 2-гу, 3-тю та 4-ту гвардійські відповідно.
19 червня 1942 засновано гвардійський військово-морський прапор, а 31 липня 1942 року введено у дію «Положення про гвардію Флоту СРСР».

Гвардійський військово-морський прапор, 1942—1950 років.

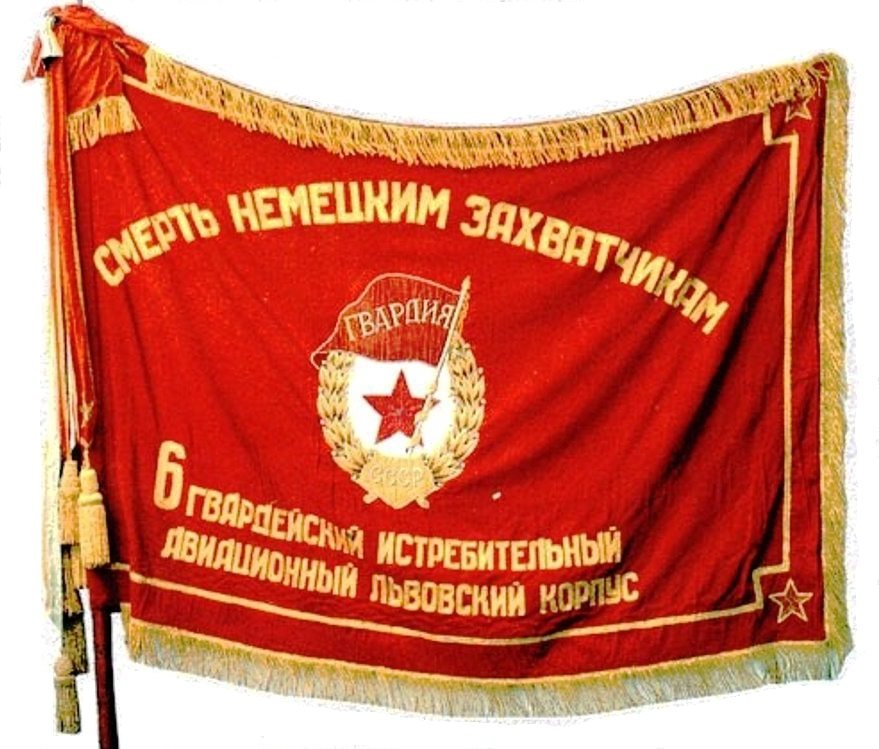
Гвардійське бойове знамено 6-й гвардійський винищувальний авіаційний корпус (СРСР).

Надалі в ході війни багато загартованих у боях частин і з'єднань Червоної армії були перетворені у гвардійські. Існували гвардійські полки, дивізії, корпуси та армії.
Військові звання військовослужбовців, що проходили службу у гвардійських частинах і з'єднаннях мали приставку «гвардії» — наприклад, «гвардії курсант», «гвардії майор-інженер», «гвардії генерал-полковник». У роки війни у ВМФ до військових звань військовослужбовців, що проходили службу у гвардійських частинах, додавались слова «гвардії» (для авіації і берегової оборони) — наприклад, «гвардії капітан», а також «гвардійського екіпажу» (для корабельного складу) — наприклад, «гвардійського екіпажу капітан першого рангу».
До кінця війни радянська гвардія налічувала 11 армій і 6 танкових армій; 40 стрілецьких, 7 кавалерійських, 12 танкових, 9 механізованих і 14 авіаційних корпусів; 215 дивізій; 18 бойових кораблів та велику кількість частин різних видів збройних сил і родів військ.
Під час Німецько-радянської війни почесного найменування гвардійських удостоєні:
- 11 армій (А);
- 6 танкових армій (ТА);
- одна кінно-механізована група (КМГ);
- 40 стрілецьких корпусів (ск);
- 7 кавалерійських корпусів (кк);
- 12 танкових корпусів (тк);
- 9 механізованих корпусів (мк);
- 6 мотоциклетних полків (мцп);
- 14 авіаційних корпусів (ак);
- 117 стрілецьких дивізій (сд);
- 9 повітрянодесантних дивізій (пдд);
- 17 кавалерійських дивізій (кд);
- 6 артилерійських дивізій (артд);
- 53 авіаційних дивізій (ад);
- 6 зенітно-артилерійських дивізій (зартд);
- 7 дивізій реактивної артилерії (драрт);
- 13 мотострілецьких бригад (мсбр);
- три повітрянодесантні бригади (пдбр);
- 66 танкових бригад (тбр);
- 28 механізованих бригад (мбр);
- три самохідні артилерійські бригади (сартбр);
- 64 артилерійські бригади (артбр);
- одна мінометна бригада (мінбр);
- 11 винищувально-протитанкова бригада (вптбр);
- 40 бригад реактивної артилерії (бррарт);
- 6 інженерних бригад (інжбр);
- одна залізнична бригада (28 збр, стала 1 гв. збр[ru]);
- один укріплений район (УР).[1](1-й гвардійський укріплений район перетворений з 76-го укріпленого району, 4 травня 1943 р.)

Звання гвардійських були удостоєні кораблі і частини Робітничо-Селянського Червоного флоту (РСЧФ) ЗС СРСР: 18 надводних кораблів, 16 підводних човнів (ПЧ), 13 дивізіонів бойових катерів, дві авіаційні дивізії, два зенітно-артилерійські полки, одна бригада морської піхоти, одна морська залізнична артилерійська бригада.
Після завершення Німецько-радянської війни деяка кількість гвардійських частин, з'єднань і об'єднань базувались у Східній Європі. Зокрема, у Групі радянських окупаційних військ у Німеччині (пізніше — ГРВН, ЗГВ) дислокувалось 139 гвардійських частин, з'єднань та об'єднань.
У мирний час перетворення об'єднань, з'єднань, частин і кораблів у гвардійські не відбувались. Однак з метою збереження бойових традицій гвардійські найменування, що належать частинам, кораблям, з'єднанням і об'єднанням, при їх розформуванні могли передаватися іншим об'єднанням, з'єднанням, частинам і кораблям.
Після розпаду Радянського Союзу гвардійські частини, з'єднання і об'єднання збереглися у таких пострадянських країнах, як Білорусь, Росія. Також значна їх частина протягом 25 років зберігала свій статус й в Україні. Проте, у 2016 році у рамках впорядкування найменування військових частин, з'єднань і об'єднань були внесені зміни, які залишили гвардійське почесне найменування лише для формувань національної гвардії України.

## Гвардійське звання у пострадянських країнах

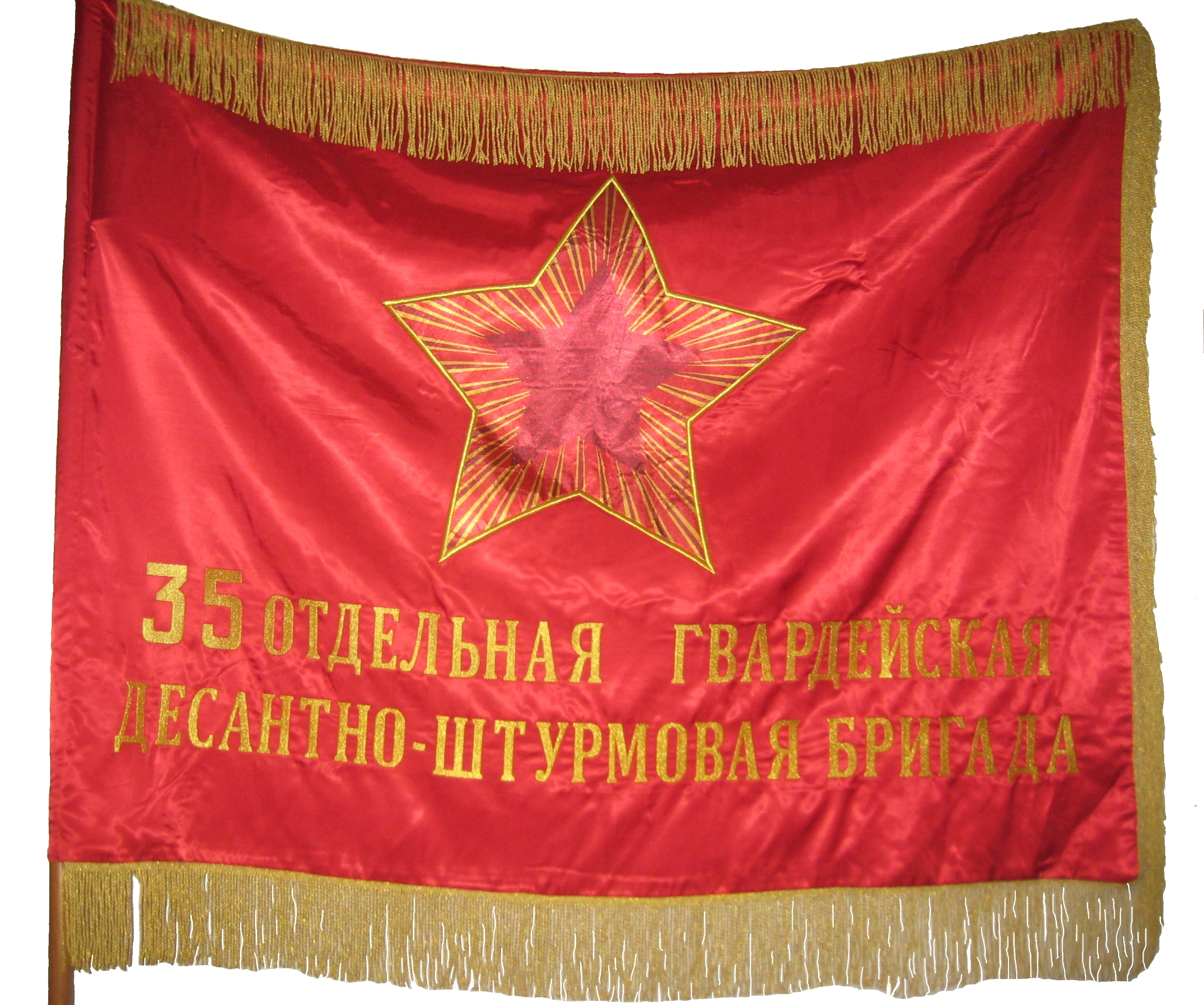
Бойове знамено 35 ОГДШБр.

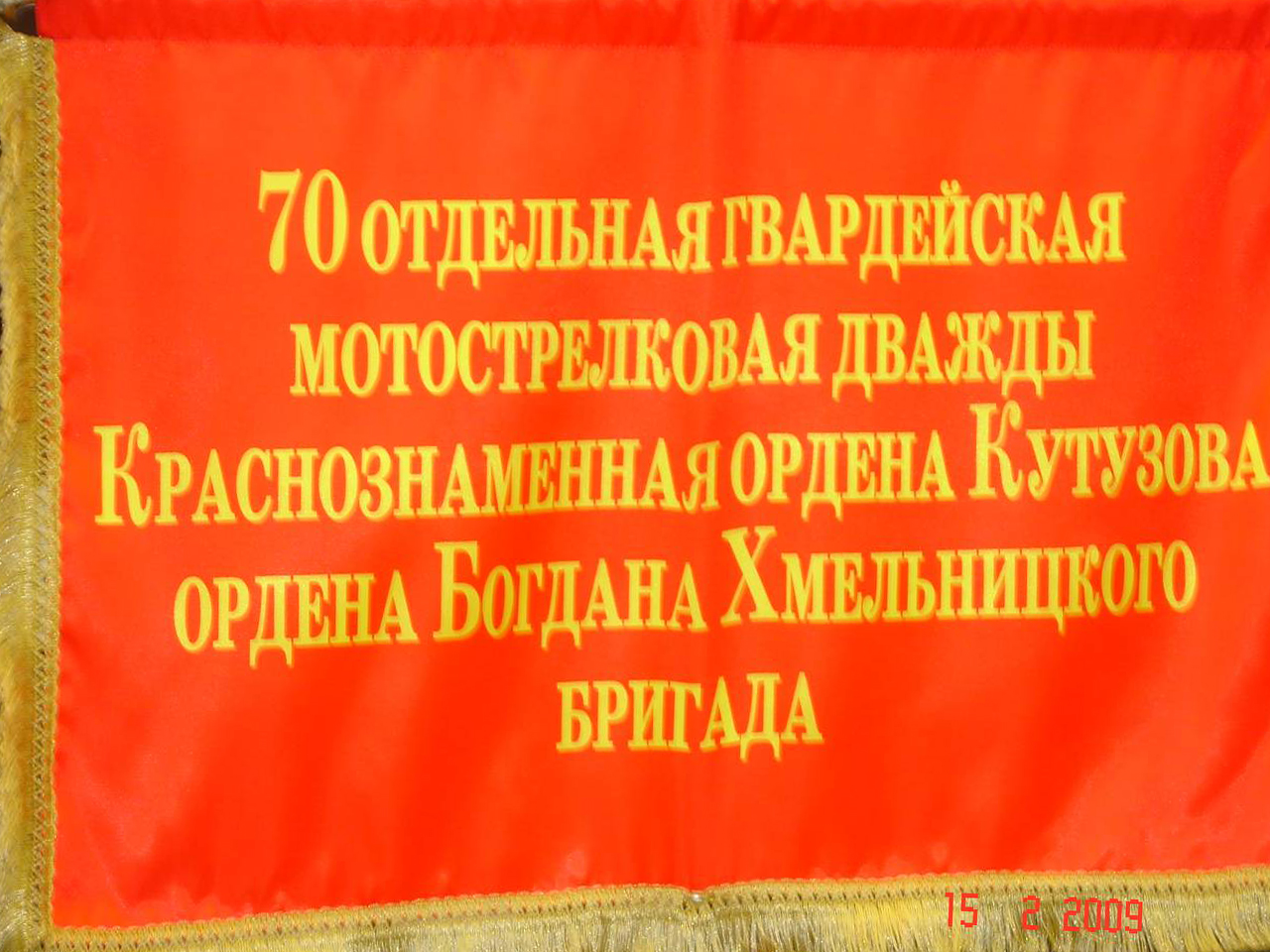
Бойове знамено 70 ОГМСБр.

Порядок і правила написання дійсної назви військового формування у ЗС СРСР і в усіх країнах СНД, які успадкували радянські гвардійські частини й зберегли цей їх статус: ЗС Росії, ЗС України, ЗС Білорусі регламентуються наказами Міністра оборони СРСР (НКО СРСР, ВМ СРСР) і міністрів оборони відповідних країн: Міністра оборони Російської Федерації, Міністра оборони України, Міністра оборони Білорусі.
Від 2015 року в Україні Указом Президента України № 646/2015 ліквідовано радянські нагороди та гвардійські звання.

Сучасний гвардійський прапор ВМФ ЗС Росії (з 2001 року).
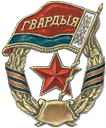
Білоруський гвардійський знак
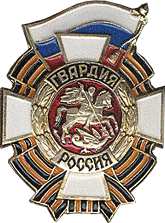
Російський гвардійський знак
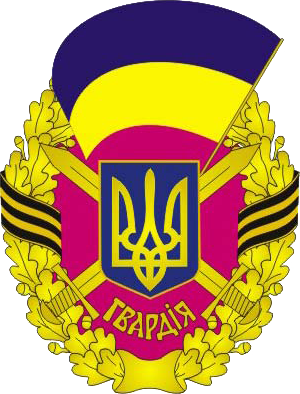
Український гвардійський знак

## Галерея
- Марка СРСР, Нагрудний знак гвардії, 1945 р.

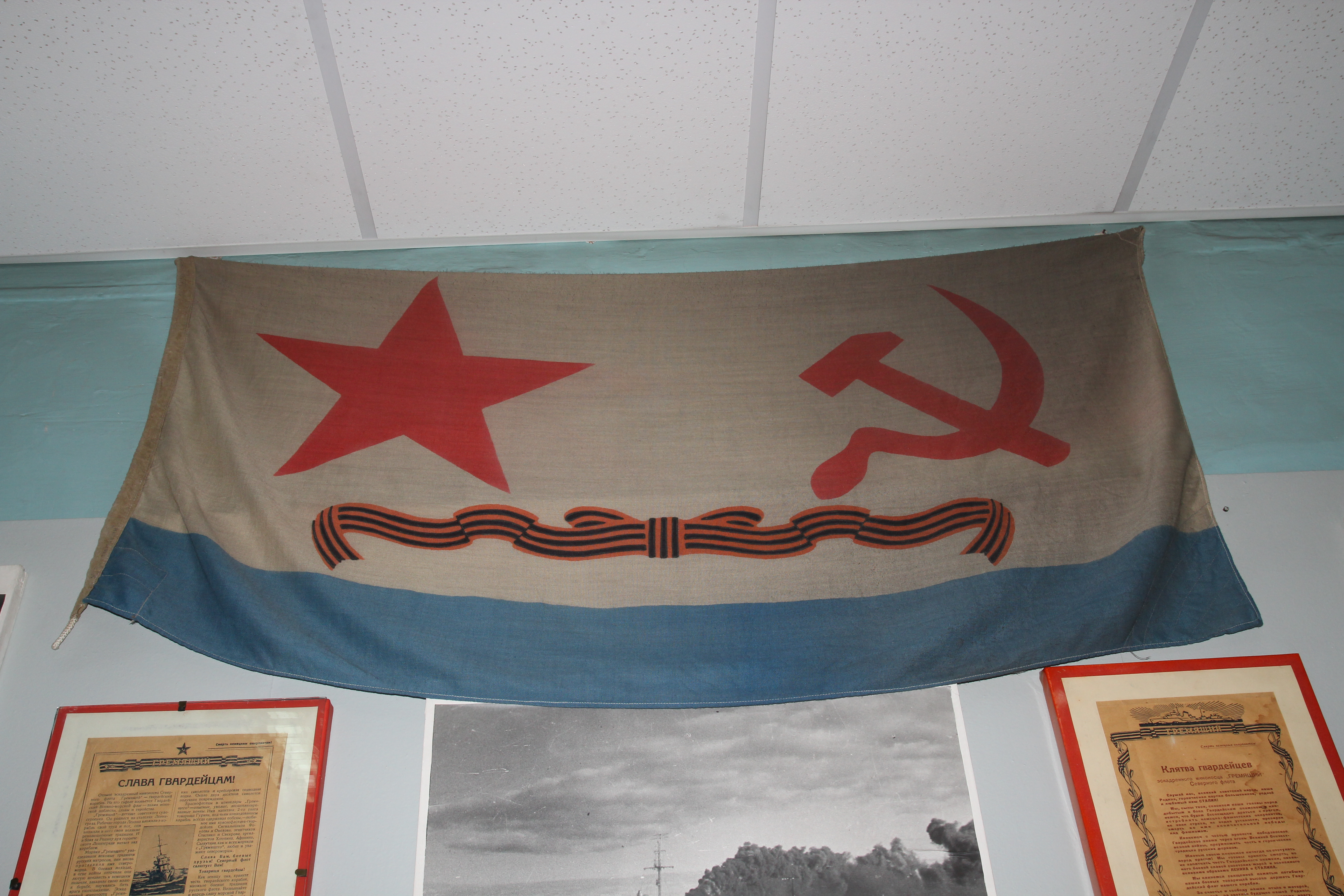
Гвардійська стрічка на Гвардійському військово-морському прапорі есмінця «Гремящій».
Радянський гвардійський прапор ВМФ ЗС СРСР (з 21 квітня 1964 до 26 липня 1992 року).
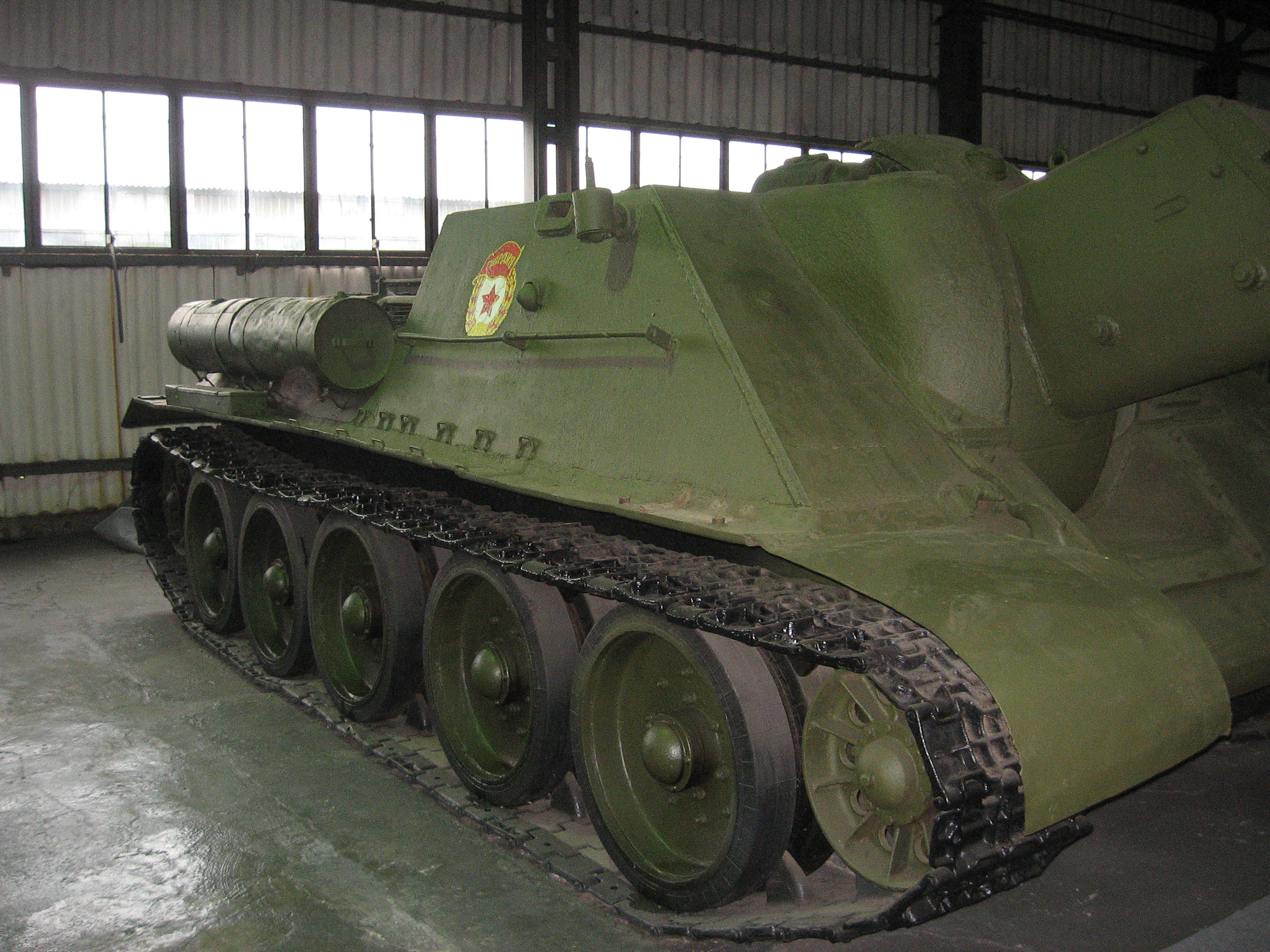
Радянський гвардійський знак на бронетехніці, СУ-122, Кубінка, 10 вересня 2006 року.